# 47-es főút
47-es főút (ungarisch für ‚Hauptstraße 47‘) ist eine ungarische Hauptstraße und verläuft von Szeged nach Debrecen. Ihre Gesamtlänge beträgt 215 Kilometer.